# Oxcars
Els oXcars són una gala no competitiva celebrada anualment a l'octubre a la Sala Apolo de Barcelona per a visibilitzar la creació i distribució cultural realitzada sota els paradigmes de la cultura compartida. A través de mostres i mencions simbòliques a obres de diverses categories, es mostren de manera paròdica solucions legals reals. Les categories premiades inclouen: Música, Animació, Teatre, Eines humanes, Mercats de futur i Grans sobres de la cultura espanyola, entre d'altres.
Els oXcars són una gala organitzada per Xnet (coneguda com a eXgae fins al novembre del 2010), una plataforma sense ànim de lucre que proposa models alternatius per a la difusió cultural i la gestió dels drets d'autor. La gala repassa el més destacat de l'any al panorama de la cultura i el coneixement lliures a través d'actuacions musicals, audiovisuals, presentacions breus de projectes, performances i lectures. Des del 2009, els oXcars coincideixen amb la celebració del Fòrum de la cultura lliure, una trobada internacional que reuneix organitzacions i persones expertes en l'àmbit de la cultura i el coneixement lliures per a crear un marc estratègic global i una estructura de coordinació internacional.